# Naturschutzgebiet Höhle am Kattenstein
Das Naturschutzgebiet Höhle am Kattenstein ist ein 0,38 ha großes Naturschutzgebiet (NSG) östlich von Kallenhardt im Stadtgebiet von Rüthen im Kreis Soest in Nordrhein-Westfalen. Das Gebiet wurde 2004 von der Bezirksregierung Arnsberg per Verordnung als NSG ausgewiesen. Die Höhle wurde 2004 auch als gleichnamiges FFH-Gebiet (Nr. DE-4516-303) ausgewiesen. Die Höhle liegt direkt am östlichen Ortsrand von Kallenhardt.

## Gebietsbeschreibung
Bei dem NSG handelt es sich um eine touristisch nicht erschlossene Höhle. In der Höhle leben spezialisierte, höhlenbewohnende Arten. Es kommen Niphargus aquilex, eine Flohkrebsart, und Proasellus cavaticus, eine Höhlenasselart, vor.
Die Höhle liegt im sogenannten Massenkalk aus oberen Mitteldevon. Die Höhle ist 209 m lang. Der Eingang der Höhle befindet sich am Fuß einer senkrecht abfallenden Felswand in einem aufgelassenen Steinbruch. Die Höhle liegt an dem nach Nordosten gerichteten, flachen Hang des Schlagwassertals im Bereich eines Mosaiks aus Grünland und Acker.